# Championnat d'Oman de football 2002-2003
Navigation
Saison 2000-2001 Saison suivante
La saison 2002-2003 du Championnat d'Oman de football est la vingt-septième édition de la première division au sultanat d'Oman, l'Oman League. Elle rassemble les quatorze meilleurs clubs du pays au sein d'une poule unique où ils s'affrontent à deux reprises, à domicile et à l'extérieur. En fin de saison, les quatre derniers du classement sont relégués et remplacés par les deux meilleurs clubs de deuxième division.
C'est le club de Ruwi FC qui remporte le championnat cette saison après avoir terminé en tête du classement final, avec deux points d'avance sur Dhofar Club et dix sur Al Nasr Salalah. C'est le deuxième titre de champion d'Oman de l'histoire du club après celui remporté en 1978.

## Les clubs participants
| - Sur Club - Al-Suwaiq - Dhofar Club - Oman Club - Al Ahli Mascate - Al-Khabourah SC - Al Salam | - Al Nasr Salalah - Ruwi FC - Al-Seeb Sports Club - Al Oruba Sur - Saham Club - Sedab Club - Nazwa Club |

## Compétition
Le barème de points servant à établir le classement se décompose ainsi :
- Victoire : 3 points
- Match nul : 1 point
- Défaite : 0 point

### Classement
| Rang | Équipe              | Pts | J  | G  | N | P  | Bp | Bc | Diff |
| ---- | ------------------- | --- | -- | -- | - | -- | -- | -- | ---- |
| 1    | Ruwi FC             | 65  | 26 | 21 | 2 | 3  | 59 | 17 | +42  |
| 2    | Dhofar Club         | 63  | 26 | 20 | 3 | 3  | 52 | 15 | +37  |
| 3    | Al Nasr SalalahC    | 55  | 26 | 17 | 4 | 5  | 53 | 28 | +25  |
| 4    | Saham Club          | 42  | 26 | 13 | 3 | 10 | 39 | 36 | +3   |
| 5    | Al Oruba SurT       | 36  | 26 | 9  | 9 | 8  | 47 | 38 | +9   |
| 6    | Al-Khabourah SC     | 36  | 26 | 11 | 3 | 12 | 31 | 33 | -2   |
| 7    | Al-Suwaiq           | 35  | 26 | 11 | 2 | 13 | 28 | 38 | -10  |
| 8    | Al-Seeb Sports Club | 34  | 26 | 9  | 7 | 10 | 33 | 31 | +2   |
| 9    | Oman Club           | 33  | 26 | 9  | 6 | 11 | 41 | 35 | +6   |
| 10   | Sur Club            | 30  | 26 | 9  | 3 | 14 | 30 | 37 | -7   |
| 11   | Nazwa Club          | 28  | 26 | 8  | 4 | 14 | 47 | 53 | -6   |
| 12   | Sedab Club          | 23  | 26 | 7  | 2 | 17 | 38 | 55 | -17  |
| 13   | Al Salam            | 21  | 26 | 5  | 6 | 15 | 33 | 77 | -44  |
| 14   | Al Ahli Mascate     | 16  | 26 | 4  | 4 | 18 | 22 | 60 | -38  |

|  | Champion d'Oman 2003                                                   |
|  | Qualification pour la Coupe de l'AFC 2004                              |
|  | Qualification pour la Ligue des champions arabes de football 2003-2004 |
|  | Relégation directe en deuxième division                                |
|  | T : Tenant du titre C : Vainqueur de la Coupe d'Oman P : Promu de D2   |

## Bilan de la saison
| Championnat d'Oman de football 2002-2003                        |                     |
| Champion                                                        | Ruwi FC (1er titre) |
| Coupes et trophées                                              |                     |
| Vainqueur de la Coupe d'Oman 2002-2003                          | Al Nasr Salalah     |
| Qualifications continentales                                    |                     |
| Coupe de l'AFC 2004                                             | Dhofar Club         |
| Ligue des champions arabes de football 2003-2004                | Al Nasr Salalah     |
| Promotions et relégations                                       |                     |
| Promus en Oman League                                           | Al-Tali'aa          |
| Promus en Oman League                                           | Al Buraimi          |
| Relégués en Championnat d'Oman de football de deuxième division | Nazwa FC            |
| Relégués en Championnat d'Oman de football de deuxième division | Sedab Club          |
| Relégués en Championnat d'Oman de football de deuxième division | Al Salam            |
| Relégués en Championnat d'Oman de football de deuxième division | Al Ahli Mascate     |